# 金江村
金江村（かなえむら）は、広島県沼隈郡にあった村。現在の福山市の一部にあたる。

## 地理
- 海洋：松永湾（瀬戸内海）[3]
- 河川：新川[4]

## 歴史
- 1889年（明治22年）4月1日、町村制の施行により、沼隈郡藁江村、金見村が合併して村制施行し、金江村が発足[1][2]。
- 1954年（昭和29年）3月31日、沼隈郡松永町、神村、東村、藤江村、本郷村、柳津村と合併し、市制施行して松永市を新設して廃止された[1][2]。

## 産業
- 畳表、農業、養蚕[2]

## 教育
- 1891年（明治24年）沼隈小学区大八尋常小学校を金江尋常小学校に改称[2]。

## 出身人物
- 宮澤裕（衆議院議員） - 金見出身。内閣総理大臣をつとめた宮澤喜一の父。